# Seriphidium maritimum
Seriphidium maritimum là một loài thực vật có hoa trong họ Cúc. Loài này được (L.) Poljakov miêu tả khoa học đầu tiên năm 1961.